# Jorge Cuenca
Jorge Cuenca Barreno (Madrid, 17 november 1999) is een Spaans voetballer die doorgaans als centrale verdediger speelt. Hij verruilde FC Barcelona B in september 2020 voor Villarreal.

## Clubcarrière
Cuenca stroomde door vanuit de jeugd van Alcorcón. Hiervoor debuteerde hij in maart 2017 in het eerste elftal, in de Segunda División. Na vijf wedstrijden in het eerste elftal van Alcorcón tekende hij bij FC Barcelona, dat €400.000 betaalde voor de centrumverdediger. Hij ging hier deel uitmaken van FC Barcelona B. Hij mocht in drie jaar tijd één keer meedoen met het eerste, tijdens een duel in de Copa del Rey tegen Cultural Leonesa.
Cuenca verruilde FC Barcelona in september 2020 voor Villarreal. Dat verhuurde hem meteen voor een jaar aan Almería en daarna voor een jaar aan Getafe. Hier deed hij in 2020/21 dienst als basisspeler in de Segunda División en in 2021/22 als basisspeler in de Primera División. Cuenca maakte op 21 november 2021 voor het eerst een doelpunt op het hoogste niveau. Hij bracht Getafe toen op 2–0 tijdens een 4–0 overwinning op Cádiz. Cuenca werd in 2022/23 deel van de selectie van Villarreal. Hij kwam dat jaar vooral in de Conference League aan speeltijd.

## Clubstatistieken
| Seizoen         | Club            | Competitie         | Competitie | Competitie | Beker | Beker | Supercup | Supercup | Europa | Europa | Totaal | Totaal |
| Seizoen         | Club            | Competitie         | Wed.       | Dlp.       | Wed.  | Dlp.  | Wed.     | Dlp.     | Wed.   | Dlp.   | Wed.   | Dlp.   |
| --------------- | --------------- | ------------------ | ---------- | ---------- | ----- | ----- | -------- | -------- | ------ | ------ | ------ | ------ |
| 2016/17         | AD Alcorcón     | Segunda División A | 5          | 0          | 0     | 0     | —        | —        | —      | —      | 5      | 0      |
| 2017/18         | FC Barcelona B  | Segunda División A | 23         | 0          | 0     | 0     | —        | —        | —      | —      | 23     | 0      |
| 2018/19         | FC Barcelona B  | Segunda División B | 28         | 1          | 0     | 0     | —        | —        | —      | —      | 28     | 1      |
| 2018/19         | FC Barcelona    | Primera División   | 0          | 0          | 1     | 0     | 0        | 0        | 0      | 0      | 1      | 0      |
| 2019/20         | FC Barcelona B  | Segunda División B | 6          | 1          | 0     | 0     | —        | —        | —      | —      | 6      | 1      |
| Carrière totaal | Carrière totaal | Carrière totaal    | 62         | 2          | 1     | 0     | 0        | 0        | 0      | 0      | 63     | 2      |

## Interlandcarrière
Cuenca maakte deel uit van Spanje –19 en Spanje –21. Hij was een onbetwiste basisspeler in dat laatste team tijdens het EK –21 van 2021.